# Bridgewater, South Dakota
Bridgewater är en ort i McCook County i delstaten South Dakota, USA.